# Eupanacra tiridates
Eupanacra tiridates es una polilla de la familia Sphingidae. Vuela en las islas Filipinas.
Es similar a Eupanacra regularis regularis, pero las líneas postmediales de la superficie dorsal de las alas anteriores son menos curvadas. Hay una marca costal negra, una mancha costal más chica y una marca subapical triangular blanca.